# 뉴 모자이크 스타디움
뉴 모자이크 스타디움(New Mosaic Stadium)은 캐나다 서스캐처원주 리자이나에 소재했던 다목적 경기장이다. 2017년부터 CFL 서스캐처원 러프라이더스의 홈경기장으로 사용할 예정이다.